# José Antonio Pamies
José Antonio Pamies (Coix, Alacant, 18 de febrer de 1981) ės un poeta valencià.

## Publicacions
- "Bajo el cadáver del poema", Averso Poesía, Aliar Edicions, 2024.
- "Las ruinas de la aurora",accèssit del VIII Certamen de Poesia 'Poeta Juan Calderón Matador', Edicions Agoeiro, 2022.
- “En el umbral del día”, I Premi Internacional de Poesia Màlaga, Ciutat del Paradís, Fundació Màlaga, col·lecció 25 poemes, 2019.
- “Diario nómada. 326 estaciones”, II Premi Internacional de Poesia del Cercle de Belles Arts de Palma de Mallorca, homenatge a Miguel Ángel Velasco, publicat per editorial Sloper i Cercle de Belles Arts de Palma de Mallorca, col·lecció Minerva, 2014.
- “Afonías” entre la selecció de finalistes del XXVI Premi Gerardo Diego de Poesia per a autors novells de la Diputació Provincial de Soria, publicat posteriorment per LapizCero Ediciones, 2013.
- Campos de Hielo, Edicions Babilònia Associació Cultural, 2012.